# Onychiurus absoloni
Onychiurus absoloni är en urinsektsart som först beskrevs av Boener 1901.  Onychiurus absoloni ingår i släktet Onychiurus och familjen blekhoppstjärtar. Inga underarter finns listade i Catalogue of Life.